# Piscanivirinae
Piscanivirinae ist eine Unterfamilie der Viren-Familie Tobaniviridae innerhalb der Ordnung Nidovirales, die verschiedene Fischviren enthält.
Die Unterfamilie ist bigenerisch mit den zwei Gattungen Bafinivirus und Oncotshavirus (Stand 7. Mai 2024). Beide Gattungen enthalten stäbchenförmige (bazilliforme) Viren mit verhältnismäßig großen Genomen, wie sie bei Nidoviren meist vorkommen. Gelegentlich wurden auch stark pleomorphe (z. B. kugelförmige) Virionen beobachtet.
Der Name Piscanivirinae ist ein für die Viren-Taxonomie typisches Siglum, das sich hier vermutlich auf die Wirtstiere Fische (lateinisch pisces), die Wirtsart Blicca bjoerkna des White bream virus (Spezies Bafinivirus bliccae, ehem. Typusart von Bafinivirus) und die übergeordnete Ordnung der Nidoviren bezieht.

## Systematik
Die Systematik der Piscanivirinae ist mit Stand 7. Mai 2024 wie folgt:
(*) ehem. Typusart
Ordnung Nidovirales
- Unterordnung Tornidovirineae
  - Familie Tobaniviridae
    - Unterfamilie Piscanivirinae
      - Gattung Bafinivirus (früher zu Coronaviridae, Unterfamilie Torovirinae)
        - Untergattung Blicbavirus
          - Art Bafinivirus bliccae mit White bream virus (*)

        - Untergattung Pimfabavirus
          - Art Bafinivirus pimephalae mit Fathead minnow nidovirus 1

      - Gattung Oncotshavirus
        - Untergattung Salnivirus
          - Art Oncotshavirus oncorhynchi mit Chinook salmon nidovirus 1 (*)